# 巴特勒鎮區 (愛荷華州傑克遜縣)
巴特勒鎮區（英語：Butler Township）是位於美國愛荷華州傑克遜縣的一個行政鎮區。

## 地方資料
根據2010年美國人口普查的數據，巴特勒鎮區的面積為94.02平方千米，當中陸地面積為93.94平方千米，而水域面積為0.08平方千米。當地共有人口402人，而人口密度為每平方千米4.28人。